# بوجا تومار
بوجا تومار (مواليد 25 ديسمبر 1993) هي مُقاتلة فنون قتالية مختلطة هندية.

## وصلات خارجية
لا توجد روابط لمواقع التواصل الاجتماعي.

- Puja Tomar على موقع شيردوغ (الإنجليزية)